# مزيارة
مزيارة هي إحدى القرى اللبنانية من قرى قضاء زغرتا في محافظة الشمال. القرية بها مزار مريمي يدعى عذراء مزيارة.

## جغرافيتها
المحافظة: الشمال
القضاء: زغرتا
متوسّط ارتفاعها عن سطح البحر: 800 م
تبعد عن بيروت: 94 كلم
تبعد عن طرابلس: 20 كلم
تبعد عن زغرتا: 14 كلم
تصل إليها عن طريق:
زغرتا – كفرحاتا – إيعال – مزيارة
أميون – كفرصارون – كفرعقا – بصرما – بشنّين – بسبعل – جديدة زغرتا – إيعال – مزيارة
إهدن – إجبع – بسلوقيت – تولا – البحيري – حرف مزيارة – مزيارة